# Чернов, Вадим Александрович
Вадим Александрович Чернов (26 ноября 1994, Красноярск) — российский игрок в хоккей с мячом клуба «Енисей». Мастер спорта России.
В «Енисее» с 2012 года. Серебряный призер молодежного первенства России (2014, 2015, 2016). Сезон 2012/13 провел в аренде в норвежском клубе «Мьёндален».

## Достижения
- Чемпион мира (2): 2018, 2019.
- Чемпион России (3): 2014, 2015, 2016.
  - Серебряный призёр чемпионата России: 2018.
  - Бронзовый призёр чемпионата России: 2017.
- Обладатель Суперкубка России (2): 2016, 2017.
- Обладатель Кубка мира: 2015.
- Чемпион мира среди молодежи: 2014.